# 长城基金
长城基金管理有限公司成立于2001年12月27日，由长城证券、东方证券、北方国际信托、中原信托共同出资设立。基金产品类别涵盖货币型、债券型、混合型、股票型、指数型以及养老FOF基金，形成了覆盖低、中低、中以及中高风险各类收益特征的较为完善的产品线。